# Фашистичка педагогија
Фашистичка педагогија је екстремна расистичко-биологистичка варијанта педагогије, која је полазила од неких ставова социјалне педагогије и била изразито националистички и политички оријентисана.

## Настанак и развој
Фашистичка педагогија се двадесетих година 20. века развија у Италији, а свој радикални израз добија у Немачкој после пада Вајмарске републике (1933. године) и доласка фашиста на власт. Доминирајућа је педагошка концепција и у Јапану уз, разумљиво, особености фашизма и милитаризма. Као државно прихваћена и призната ова педагогија траје колико и фашистичке државе - до краја Другог светског рата (1945. године).

## Представници
Најистакнутији представник фашистичке педагогије је италијански филозоф и Мусолинијев министар просвете, Ђ. Ђентиле (G. Gentile, 1875 - 1944. године), кога су пред крај рата стрељали  италијански партизани. У Немачкој је значајни представник, иако мање познати педагог А. Бојмлер (A. Baumler), аутор дела "Политика и васпитање" (Politik und Erziehug, 1937. године) и "Образовање и заједница" (Bildung und Gemeinschaft, 1942. године). Такође се као представници наводе и неки раније познати немачки педагози, који сарађују са нацистима као што су : Е. Крик (E. Krieck, 1882-1947) и Т. Лит (Th. Litt, 1880-1962). Они ће после Другог светског рата настојати да обнове културну педагогију. Најистакнутији фашистички педагог је, свакако, Е. Крик, који је 1932. године написао дело "Nationalpolitische Erziehung" (Национално политичко васпитање), а 1935. године "Nationalsozicalistische Erziehung" (Националсоцијалистичко васпитање). Ова педагошка дела доживела су велики број издања. 

## Суштина фашистичке педагогије
Основно полазиште фашистичке педагогије (и васпитања као практичне делатности) јесте да постоји "изабрана раса" ("аријевска"), да су, у оквиру те расе, људи у ствари "надљуди" (ubermensch), да је њихова историјска мисија да владају другим расама и народима. Задатак ових других - "неаријеваца" - посебно Словена, Јевреја, Рома, црнаца и др. - јесте да служе "надљудима". Ако то они неће да чине добровољно, онда их на то треба присилити. Уколико се неки и томе опиру, онда их треба физички уништити.
Фашистичка педагогија захтева да се, на једној страни, васпитава безгранична и беспоговорна љубав према "надљудима", а бескомпромисна мржња и презир према онима који не припадају том кругу "изабраних", на другој страни. Ова педагогија се, с правом, означава као "педагогија националног фанатизма", а неки је називају и "политичком педагогијом".
Млади су у фашистичким државама васпитавани у безграничној покорности и оданости вођи (Хитлер, односно Мусолини). Вођа "води" - мисли и одлучује - а сви остали треба да га следе и доследно изражавају његове замисли и наређења. То су неки означили као педагошки "принцип вође" (Fuhrerprinzip). Био је то један од најважнијих принципа ове педагогије, који је садржан и у делима Е. Крика и А. Бојмлера.
"Гвоздена дисциплина", ред и поредак, безосећајност и суровост према онима који не спадају у "иберменше" - то су особине које је требало васпитавати код сваког. Није важан појединац као појединац, индивидуа као индивидуа, важан је "вођа", важна је заједница. Сви су њима потчињени.
Фашистичка педагогија инсистирала је на дрилу и дресури, на практичним акцијама. По злу чувени Хитлерјугенд (Хитлеровска омладина), затим студентске фашистичке организације, униформисани и наоружани, изводили су праве погроме по градовима Немачке (убијали су и палили јеврејске куће и трговине, отимали имовину, пљачкали, протеривали неистомишљенике међу Немцима). То су чинили и у окупираним земљама.
Телесно васпитање заузима доминантно место у овој педагогији. Да би неко био одан и способан "борац" и "војник", који извршава налоге "вође" у овим ситуацијама, он је морао бити телесно здрав, издржљив и развијен. Ти захтеви садржани су и у програмском документу Националсоцијализма, Mein Kampf (написан 1925-1927) - "Моја борба" - чији је аутор лично Адолф Хитлер.
Интелектуално васпитање, чак и за припаднике "више расе", сем за "вође" ("елиту расе") није много цењено. За мисију, коју су појединци имали у односу на своју нацију и свога "вођу", довољно је било и веома скромно опште образовање. Оно је морало бити дубоко прожето фашистичком идеологијом. У овом периоду у Немачкој брзо опада број средњих, виших и високих школа. Иначе, требало је да школе организују живот младих, а многе омладинске организације практичну васпитну страну (поред поменутих погрома млади су доста времена проводили на излетима, логоровањима, на војним вежбама). Милитаризам је чинио окосницу фашистичког васпитања.
Све ово се односи, пре свега, на дечаке и младиће. Од девојака, будућих жена и мајки, захтевало се да буду телесно здраве и развијене да би могле да рађају здраву нову генерацију "изабраних". Њихово опште образовање било је веома скромно.
За припаднике "неаријеваца" - народа, и држава које су фашисти покорили и окупирали током Другог светског рата, као довољно је предвиђено само четворогодишње основно школовање. За сваки виши ниво школовања кандидат је морао пролазити посебну "проверу".
Фашистичка педагогија се може означити као нехумана и недемократска варијанта социјалне педагогије.
Фашистичка педагогија није, нажалост, остала само на нивоу замисли и теоријске конструкције. Све је и практично спровођено у живот. Резултат таквог васпитања су милиони и милиони људи страдалих у току Другог светског рата, који је захватио цео свет. Поред оних који су страдали на ратиштима и приликом бомбардовања, милиони и милиони људи су убијани и спаљивани у озлоглашеним нацистичким "логорима смрти" ("концентрационим логорима").
Са фашистичким државама нестала је и фашистичка педагогија као званична државна педагогија, али, у неким другим варијантама социјалне педагогије, задржани су неки од основних захтева и постулата те педагогије. Фашистичка пдагогија била је тотална негација свих хуманистичких идеја у педагогији, јер се оснивала на крајњем национализму, расизму и милитаризму.